# さくら夙川駅

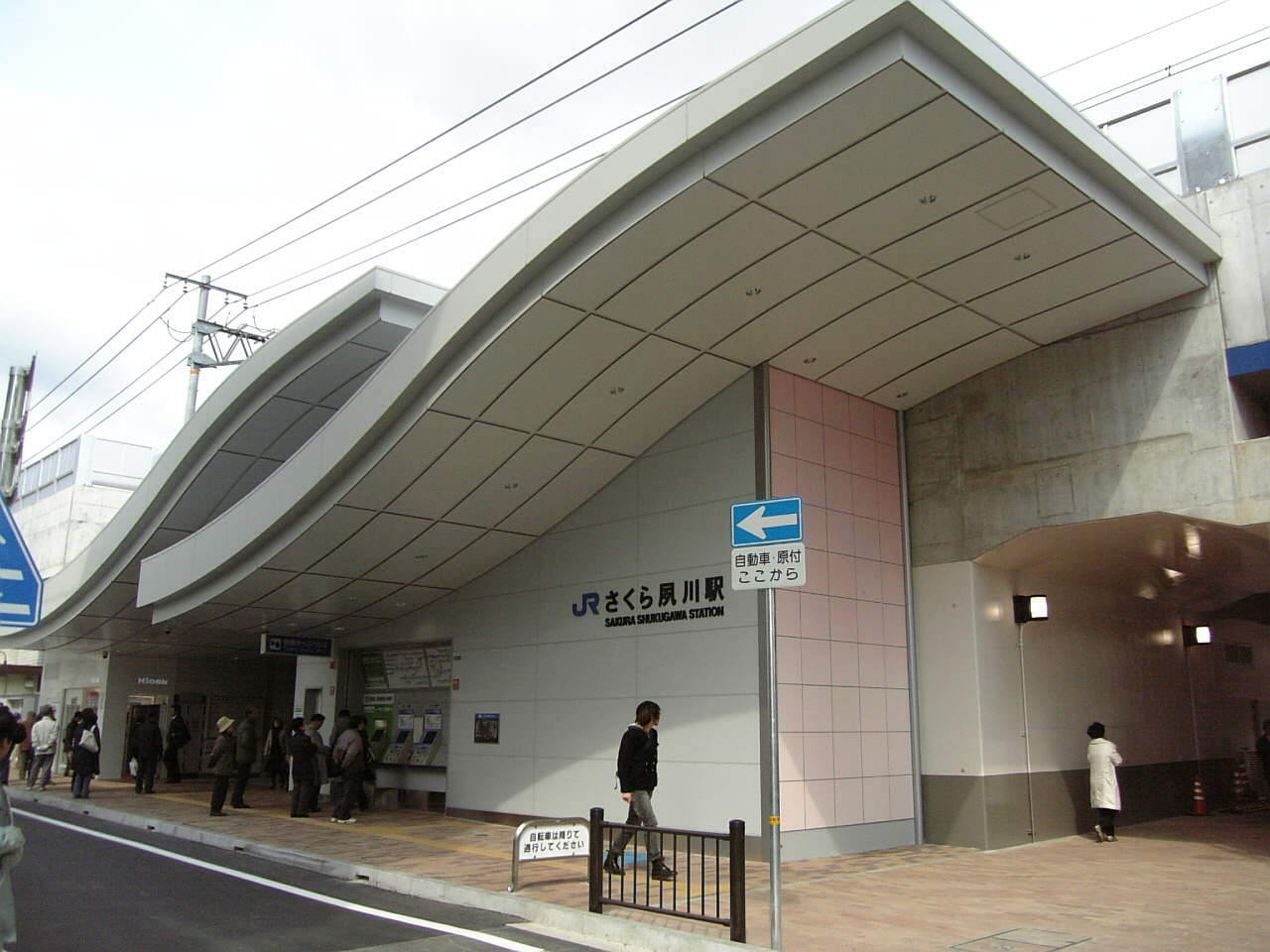
開業翌日の駅舎 (2007年3月19日)

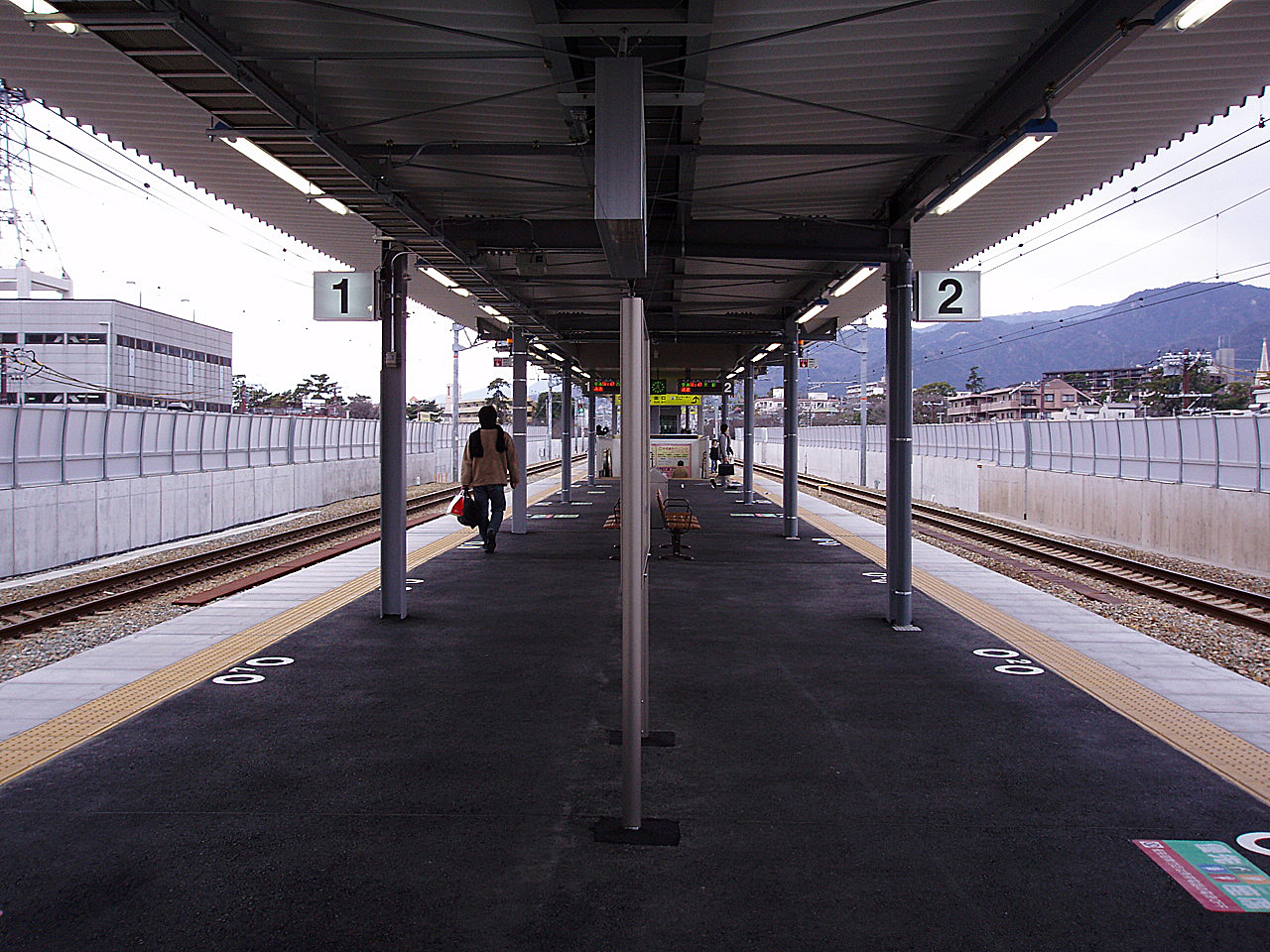
開業翌日の駅ホーム（2007年3月19日）

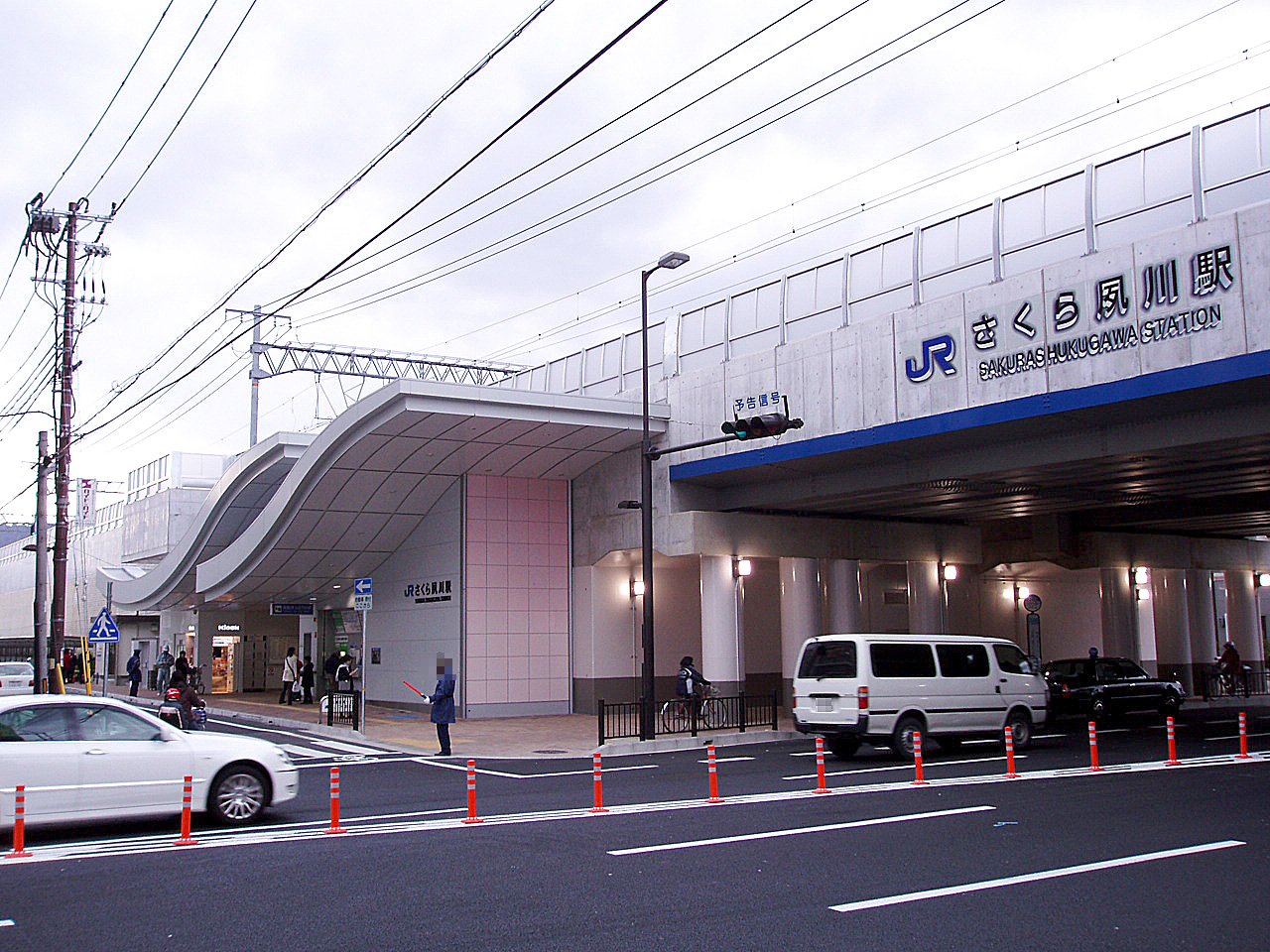
駅舎と駅の高架線をくぐる兵庫県道82号大沢西宮線。当駅は県道の拡幅工事の付帯事業として設置された駅である（2007年3月19日）。

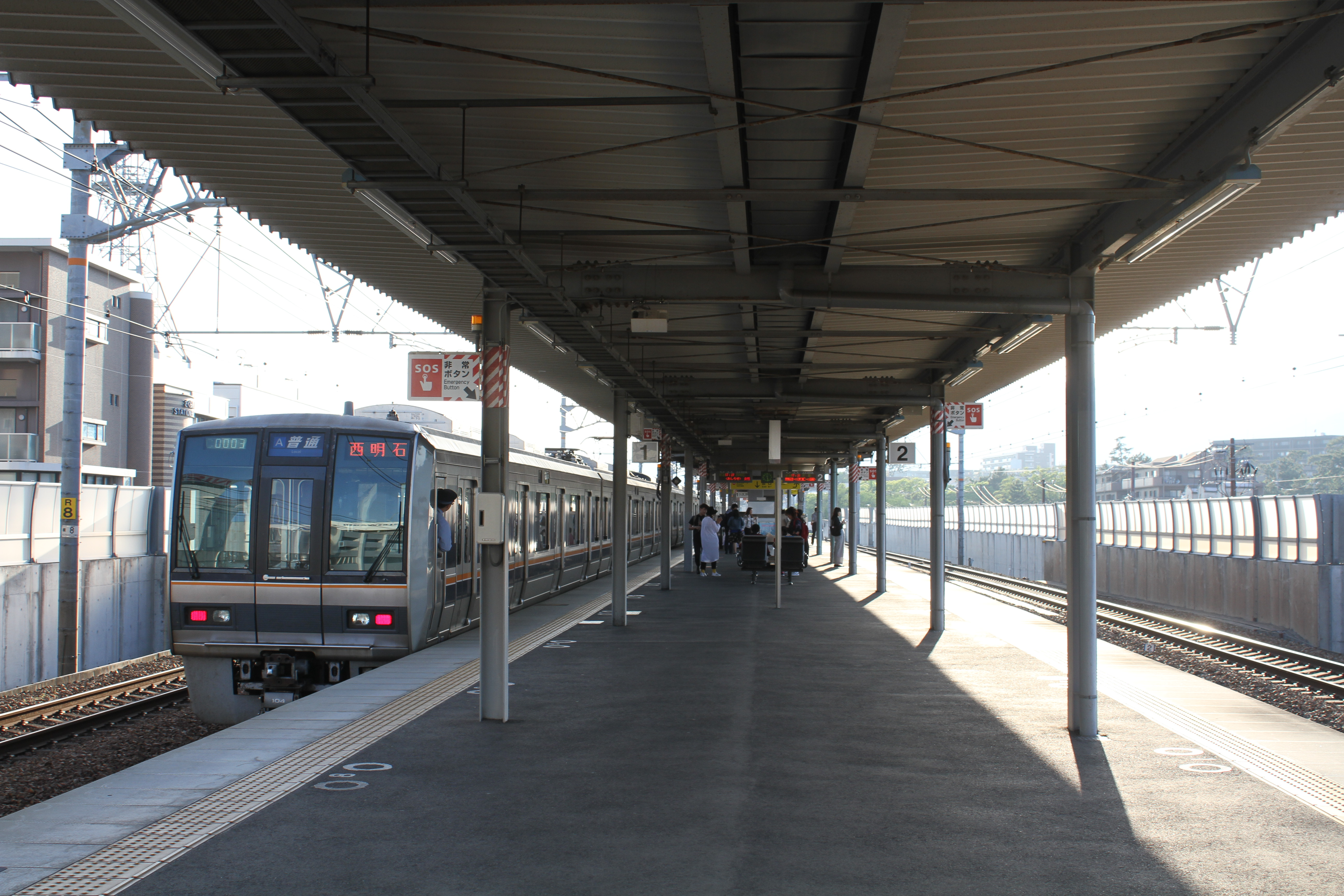
ホーム（2018年4月）

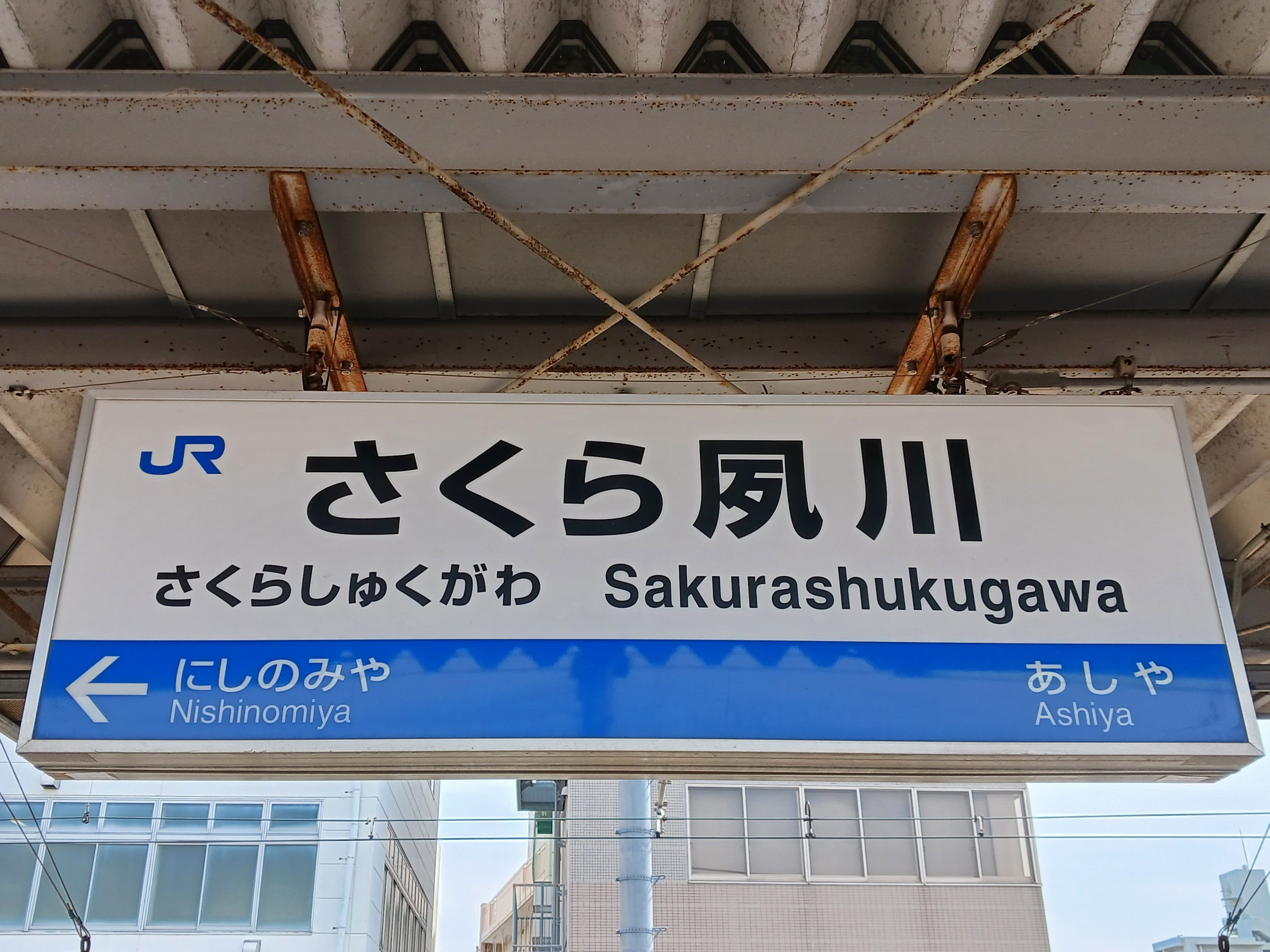
駅名標（2024年4月）

さくら夙川駅（さくらしゅくがわえき）は、兵庫県西宮市神楽町（かぐらちょう）にある、西日本旅客鉄道（JR西日本）東海道本線の駅である。駅番号はJR-A53。「JR神戸線」の愛称区間に含まれている。

## 概要
駅名は、駅西方約200mの所を流れる夙川の河川敷にある夙川公園に桜が多く植えられ、ここでの花見が例年名物になっていることに由来している。駅の自動改札機は桜をイメージした意匠となっている。
2007年3月18日の開業当初は駅員の制服は当駅オリジナルのものであった。2008年3月15日以降は他の同社による業務委託駅と同じものである。
全国的に見ても珍しく、駅専用のロゴマークが制定されている駅でもある。

## 歴史
当駅は、地元の自治体などから働きかけて設置となる請願駅ではなく、鉄道事業者であるJR西日本の主導により設置が決められており、また設置に至った経緯には特殊な事情がある。
当駅の真下を通る県道大沢西宮線ではかねてから片側1車線を2車線に拡幅する工事が行われており、駅新設工事は「県道拡幅工事の付帯事業」とみなされるため、国から補助金が出ることになっている。このため、地元自治体である西宮市にとっては多大な費用負担の必要がないことから、JR西日本が単独で新駅設置の方針を固めた後、地元自治体の西宮市側に新駅設置を働き掛け、設置が決まった。
駅名が「さくら夙川」に決まる前には、近隣にある大学の学識者からはえびす宮総本社の西宮神社が近くにあることから「戎前」という候補が挙げられた。実際に十日戎や初詣では乗降客が多い。

### 年表
- 2001年（平成13年）：起工する。仮駅名はJR夙川駅であった。
- 2003年（平成15年）10月12日：尼崎・大阪・北新地方面の上り外側線路を切り替える。
- 2004年（平成16年）8月7日：尼崎・大阪・北新地方面の上り内側線路を切り替える。
- 2005年（平成17年）3月1日：線路の切り替え工事がすべて完成し、駅舎・ホームの建設工事が開始される。
- 2006年（平成18年）11月22日：JR西日本が正式駅名をさくら夙川駅に決定する。
- 2007年（平成19年）3月18日：東海道本線（JR神戸線）の西宮駅 - 芦屋駅間に新設開業する[1]。
- 2010年（平成22年）3月2日：接近メロディをコブクロの「桜」から、JR神戸線標準接近メロディの「さざなみ」に変更する[2]。
- 2013年（平成25年）5月2日：自動改札機を新型のものに交換する。また、異常時情報提供ディスプレイの使用を開始する。
- 2015年（平成27年）3月12日：入線警告音の見直しに伴い、接近メロディをJR神戸線標準接近メロディ「さざなみ」の音質見直し版に再び変更する。
- 2017年（平成29年）2月16日：改札外に三井住友銀行のATMが設置され、営業を開始する。
- 2018年（平成30年）3月17日：駅ナンバリングが導入され、使用を開始する[3]。

## 駅構造
方向別複々線の内側線（電車線）のみに8両編成対応の島式ホーム1面2線が設置されている高架駅である。改札口は南側に1箇所設置されている。トイレは改札内にある。ホームにはエレベーターと上りエスカレーターが設置されている。駅設置に際して12両編成分のホーム用地が確保されているが、実際に設置されているホームは8両編成分である。
駅舎のデザインについては、「自然のうるおいを感じられる駅」を基本コンセプトとし、夙川の流れを波状の屋根で、夙川公園の桜を駅舎の壁のイメージカラーとすることで表現していると説明されている。
駅業務はJR西日本交通サービスに委託されており、芦屋駅が当駅を管理しているが、始発から6時までの間のみ無人となるため、自動券売機で発券される乗車券には委託・無人駅を示す「ム」マークが印字される。アーバンネットワークエリアに所属しており、ICOCAおよび提携ICカードの利用が可能である。
かつては改札外にキヨスクが設置されていたが、2015年5月24日をもって閉店した。その後、キヨスクがあった場所には三井住友銀行のATMが設置され、2017年2月16日から営業を開始した。
一部の駅名看板にはJR西日本ではじめてトリックアートが採用されている。
開業当初から喫煙コーナーを設置しておらず、終日全面禁煙である。

### のりば
| のりば | 路線     | 方向 | 行先                   |
| ------ | -------- | ---- | ---------------------- |
| 1      | JR神戸線 | 下り | 三ノ宮・姫路方面       |
| 2      | JR神戸線 | 上り | 尼崎・大阪・北新地方面 |

- 上表の路線名は旅客案内上の名称（愛称）で記載している。

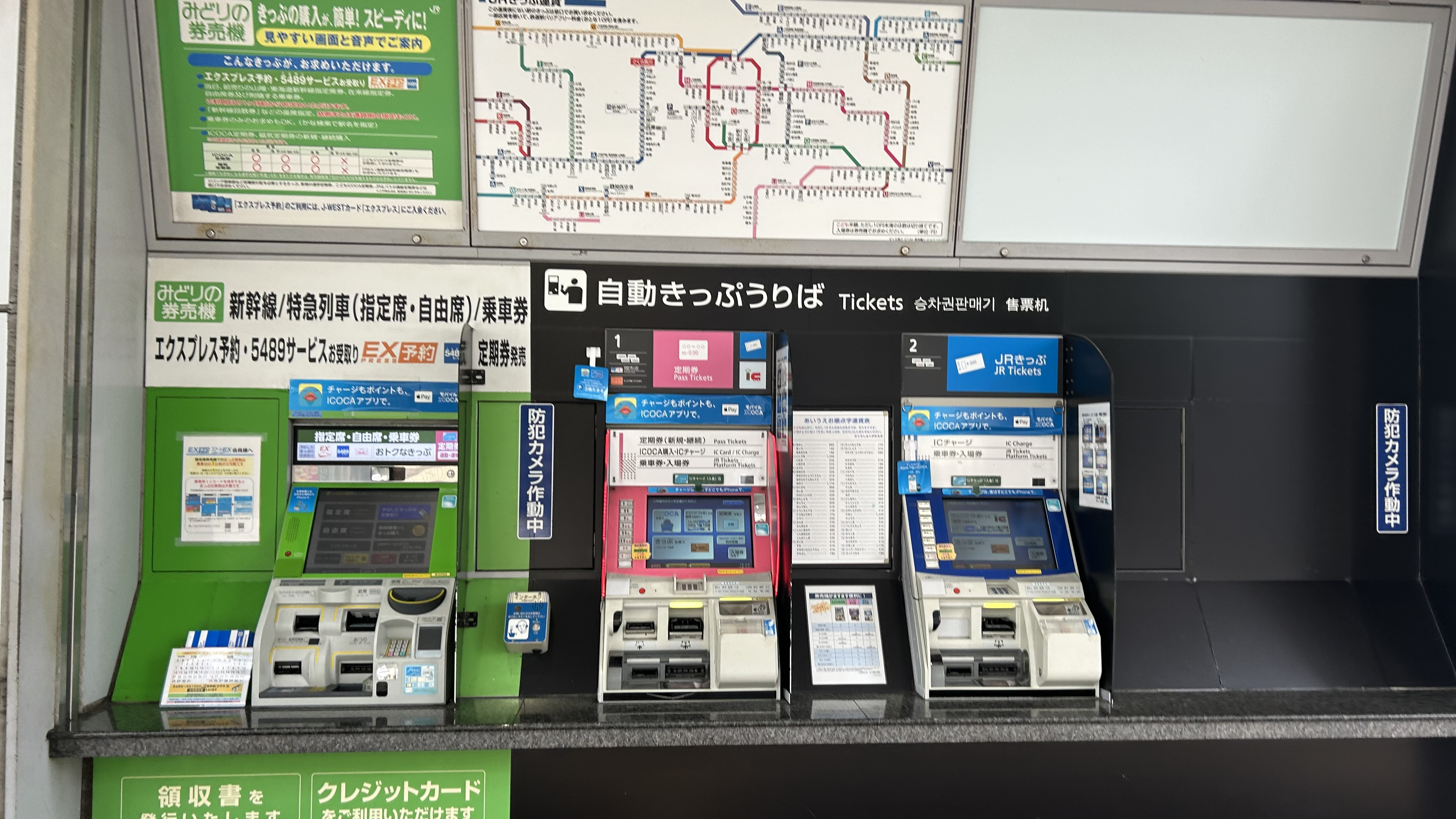
券売機
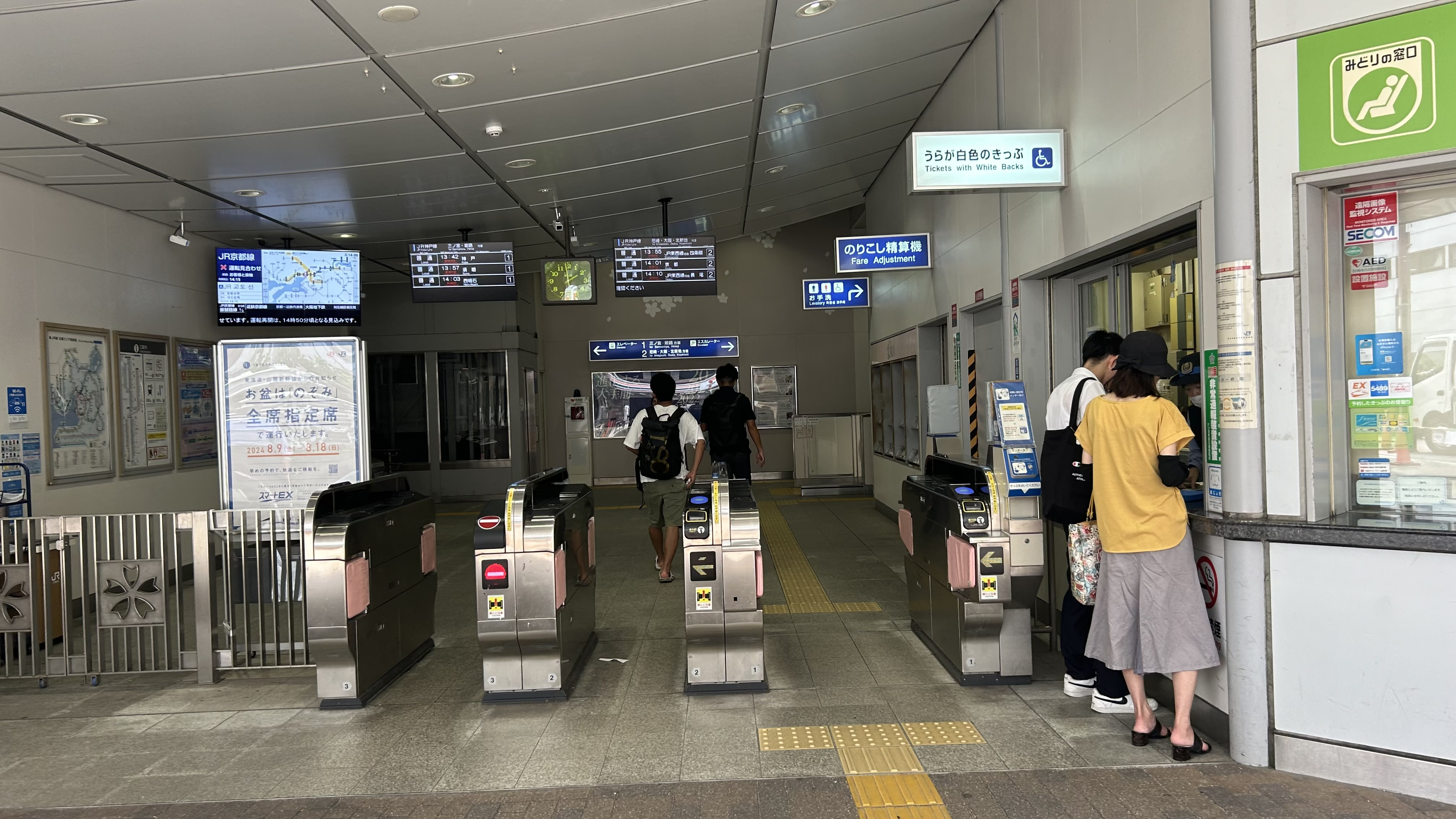
改札口
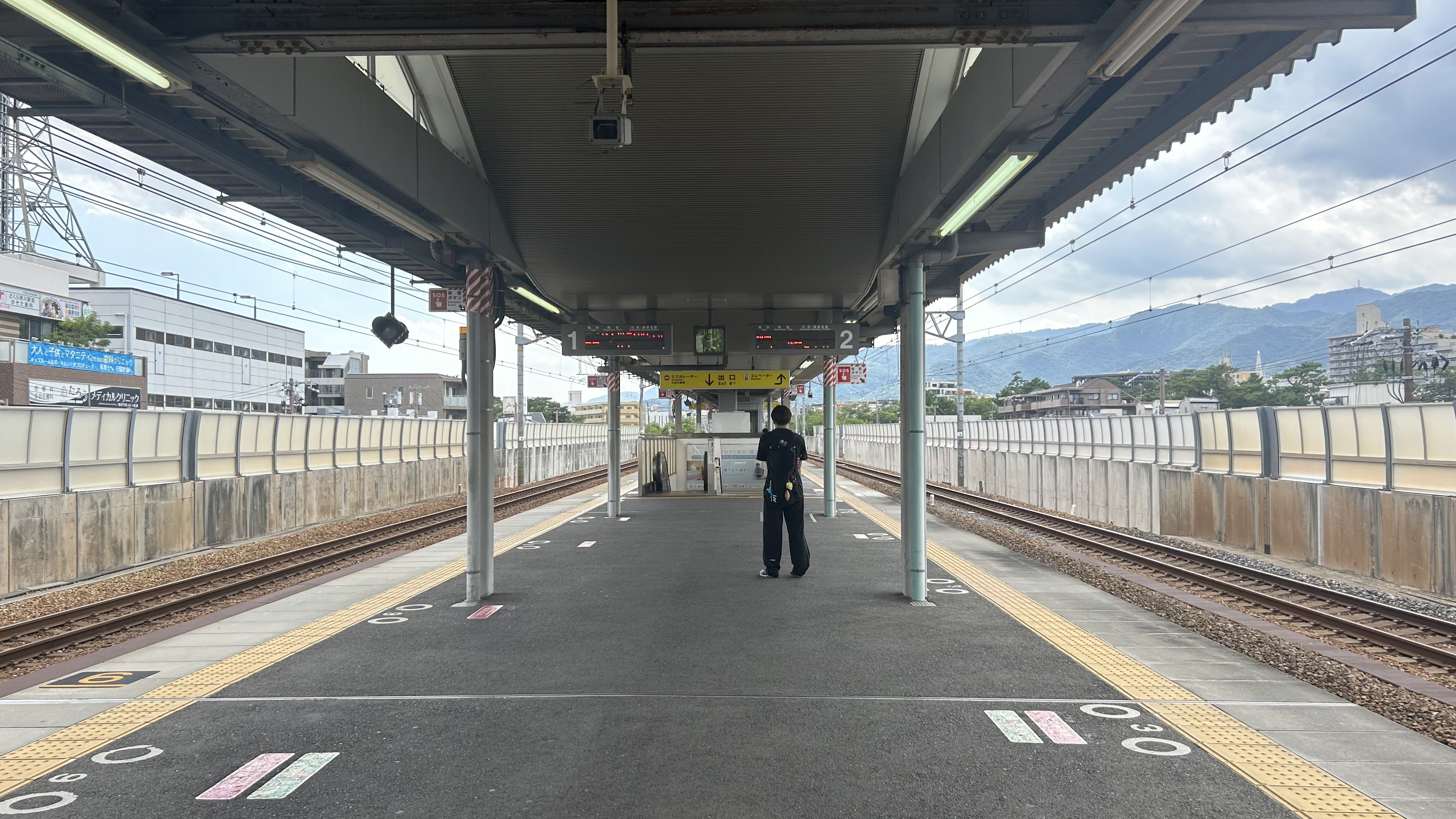
ホーム
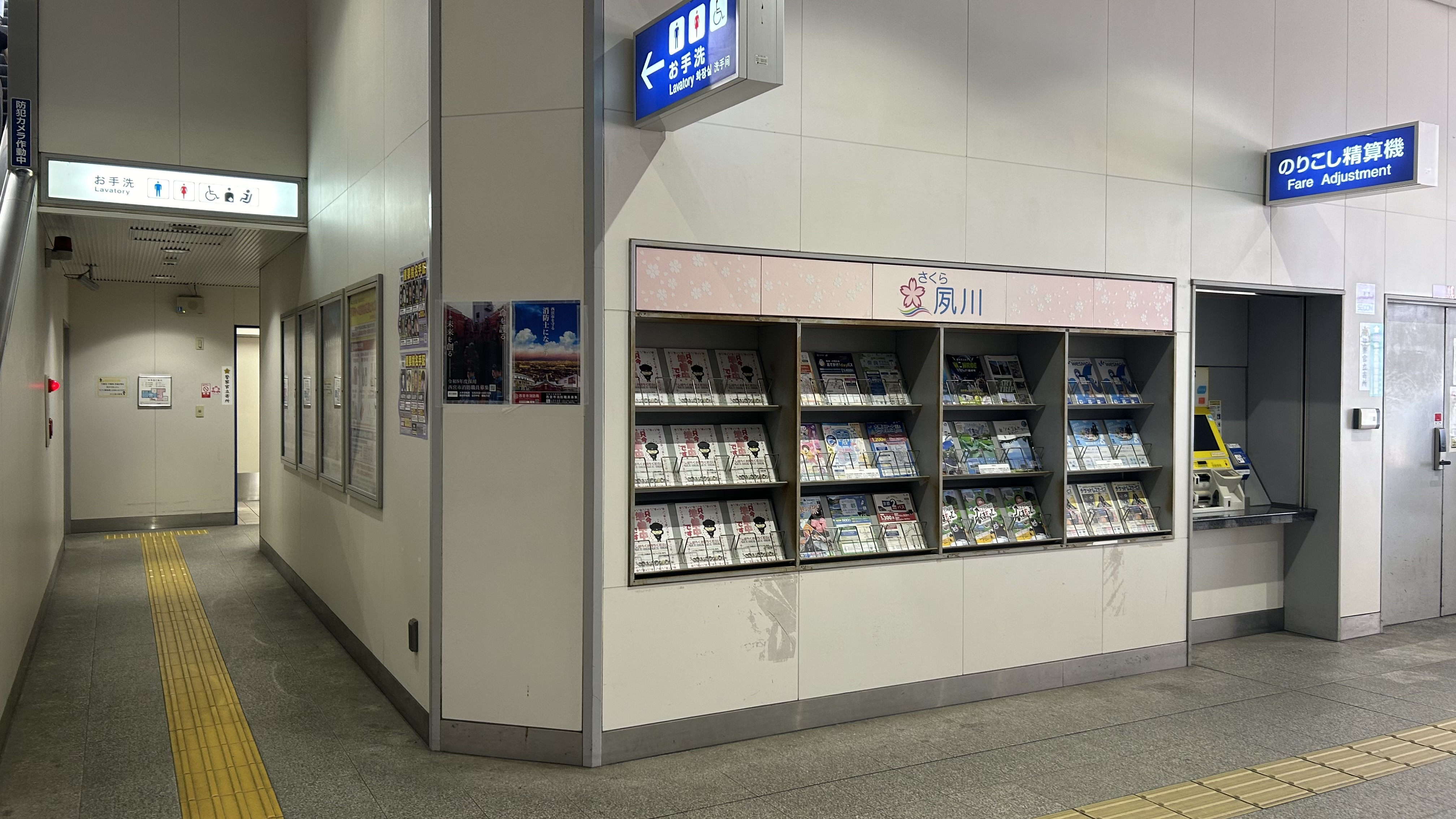
トイレ

### 接近メロディ
2007年3月18日の開業時から2010年3月1日までは、コブクロの「桜」のサビの部分をアレンジしたインストルメンタルが列車接近時のメロディとして導入されていたが、駅の認知度向上という目的を達成したとして、3月2日からJR神戸線標準接近メロディの「さざなみ」に変更され、さらに2015年3月12日には他のJR神戸線の駅と同様に「さざなみ」の音質見直し版（須磨海浜公園駅に先行導入されていた接近メロディ）に再び変更された。
終了時期についてJR西日本は、当初は2008年度中で終了する予定だったものを観光キャンペーンの関係で1年延長したとしているが、年間数百万円といわれる著作権料の支払いが影響したとの報道もなされた。

## 利用状況
2022年（令和4年）度の1日平均乗車人員は7,787人である。
各年度の1日平均乗車人員は以下の通りである。
| 年度               | 1日平均 乗車人員 | 増加率 | 定期利用状況 | 定期利用状況 | 出典          |
| 年度               | 1日平均 乗車人員 | 増加率 | 1日平均      | 定期率       | 出典          |
| ------------------ | ---------------- | ------ | ------------ | ------------ | ------------- |
| 2006年（平成18年） | 5,128            |        | 1,907        | 37.2%        | [ 兵庫県 1 ]  |
| 2007年（平成19年） | 5,088            | -0.8%  | 2,914        | 57.3%        | [ 兵庫県 2 ]  |
| 2008年（平成20年） | 6,319            | 24.2%  | 3,898        | 61.7%        | [ 兵庫県 3 ]  |
| 2009年（平成21年） | 6,828            | 8.1%   | 4,387        | 64.3%        | [ 兵庫県 4 ]  |
| 2010年（平成22年） | 7,171            | 5.0%   | 4,715        | 65.8%        | [ 兵庫県 5 ]  |
| 2011年（平成23年） | 7,449            | 3.9%   | 4,920        | 66.0%        | [ 兵庫県 6 ]  |
| 2012年（平成24年） | 7,784            | 4.5%   | 5,139        | 66.0%        | [ 兵庫県 7 ]  |
| 2013年（平成25年） | 7,928            | 1.8%   | 5,283        | 66.6%        | [ 兵庫県 8 ]  |
| 2014年（平成26年） | 7,884            | -0.6%  | 5,249        | 66.6%        | [ 兵庫県 9 ]  |
| 2015年（平成27年） | 8,072            | 2.4%   | 5,386        | 66.7%        | [ 兵庫県 10 ] |
| 2016年（平成28年） | 8,065            | -0.1%  | 5,367        | 66.5%        | [ 兵庫県 11 ] |
| 2017年（平成29年） | 8,168            | 1.3%   | 5,436        | 66.6%        | [ 兵庫県 12 ] |
| 2018年（平成30年） | 8,226            | 0.7%   | 5,526        | 67.2%        | [ 兵庫県 13 ] |
| 2019年（令和元年） | 8,373            | 1.8%   | 5,629        | 67.2%        | [ 兵庫県 14 ] |
| 2020年（令和02年） | 6,799            | -18.8% | 4,819        | 70.9%        | [ 兵庫県 15 ] |
| 2021年（令和03年） | 7,216            | 6.1%   | 5,052        | 70.0%        | [ 兵庫県 16 ] |
| 2022年（令和04年） | 7,787            | 7.9%   | 5,296        | 68.0%        | [ 兵庫県 17 ] |

### 年間乗車人員
近年の1年間の乗車人員は以下の通り。なお下表内の数値の単位は全て「千人」である。
| 年度               | 年間乗車人員 | 年間乗車人員 | 出典          |
| 年度               | 総数         | 定期         | 出典          |
| ------------------ | ------------ | ------------ | ------------- |
| 2006年（平成18年） | 72           | 27           | [ 西宮市 1 ]  |
| 2007年（平成19年） | 1,862        | 1,067        | [ 西宮市 1 ]  |
| 2008年（平成20年） | 2,306        | 1,423        | [ 西宮市 1 ]  |
| 2009年（平成21年） | 2,492        | 1,601        | [ 西宮市 2 ]  |
| 2010年（平成22年） | 2,618        | 1,721        | [ 西宮市 3 ]  |
| 2011年（平成23年） | 2,727        | 1,801        | [ 西宮市 4 ]  |
| 2012年（平成24年） | 2,841        | 1,876        | [ 西宮市 5 ]  |
| 2013年（平成25年） | 2,894        | 1,928        | [ 西宮市 5 ]  |
| 2014年（平成26年） | 2,878        | 1,916        | [ 西宮市 5 ]  |
| 2015年（平成27年） | 2,954        | 1,971        | [ 西宮市 5 ]  |
| 2016年（平成28年） | 2,944        | 1,959        | [ 西宮市 6 ]  |
| 2017年（平成29年） | 2,981        | 1,984        | [ 西宮市 7 ]  |
| 2018年（平成30年） | 3,002        | 2,017        | [ 西宮市 8 ]  |
| 2019年（令和元年） | 3,065        | 2,060        | [ 西宮市 9 ]  |
| 2020年（令和02年） | 2,482        | 1,759        | [ 西宮市 10 ] |
| 2021年（令和03年） | 2,634        | 1,844        | [ 西宮市 11 ] |
| 2022年（令和04年） | 2,842        | 1,933        | [ 西宮市 12 ] |

## 駅周辺
- 夙川（駅の西方面）[1]
- 夙川公園（同上）[1]
- 夙川さくら道
- 夙川オアシスロード
- 西宮神社[1]（駅の南方面へ徒歩8分[9]）
- 大手前大学 さくら夙川キャンパス（本部も所在している）
- 甲陽学院中学校
- 阪急神戸本線・甲陽線 夙川駅（駅の北西方面）
- 阪神本線 香櫨園駅（駅の南西方面）
- 阪神本線 西宮駅（駅の南東方面）
- 国道2号
- 兵庫県道82号大沢西宮線
- 夙川グリーンプレイス（芦屋変電所跡地に2021年9月にオープンしたJR西日本アーバン開発のショッピングセンター）
- 神戸信用金庫夙川支店

## バス路線
当駅が開業した2007年3月18日から、阪急バス・阪神バスのバス停が設置されている。バス停名は異なるが場所は同じであり、北行（阪急夙川駅方面）はJRの高架下（駅前）に、南行（阪神西宮駅方面）は大沢西宮線を数十メートル北へ進んだ所に、それぞれ設けられている。

### 阪急バス
停留所名は「JRさくら夙川駅」。
以下の一般路線のほかにさくらやまなみバスと呼ばれる西宮市コミュニティバスの運行も担当している。
| のりば | 路線       | 行先                              | 備考                                                              |
| ------ | ---------- | --------------------------------- | ----------------------------------------------------------------- |
| 北向き | 西宮市内線 | 1系統：西宮甲山高校前             | 阪神バス鷲林寺線との共同運行扱い（阪急バス便は平日早朝1本のみ）   |
| 北向き | 西宮市内線 | 2系統：甲山墓園前/西宮甲山高校前  | 西宮甲山高校前行きは平日3本のみ。阪神バス鷲林寺線との共同運行扱い |
| 南向き | 西宮市内線 | 1・2系統：阪急西宮北口駅/JR西宮駅 | 平日夕方に1・2系統それぞれ1本ずつ、JR西宮駅止まりあり             |
| 南向き | 西宮市内線 | 7系統：阪急西宮北口駅             | 土休日朝1本のみ運行。江上町経由                                   |

### 阪神バス
停留所名は「JRさくら夙川」。いずれも1日2便ずつのみの運行。
| のりば | 路線     | 行先                  | 備考                                                                                       |
| ------ | -------- | --------------------- | ------------------------------------------------------------------------------------------ |
| 北行き | 鷲林寺線 | 7-1：西回り           | 阪急バス1・2系統との共同運行扱い（阪神バス便は夕方2本のみ。平日1本は西宮甲山高校前を経由） |
| 南行き | 鷲林寺線 | 7-2：東回り・阪神西宮 | 阪急バス1・2系統との共同運行扱い（阪神バス便は朝方2本のみ）                                |

## 隣の駅
西日本旅客鉄道（JR西日本）
 JR神戸線（東海道本線）
■新快速・■快速
通過
■普通（JR東西線・学研都市線内で区間快速となる列車を含む）
西宮駅 (JR-A52) - さくら夙川駅 (JR-A53) - 芦屋駅 (JR-A54)

### 記事本文